# Claudia Molina
Claudia Molina (Barcelona, 19 de noviembre de 1985) es una actriz y cantante española.

## Biografía
Con tan solo nueve años debutó como protagonista en la película La Moños a la que seguirían Una piraña en el bidé y la coproducción americana Things I forgot to remember (Cosas que olvidé recordar).
Con doce años comienza a grabar la serie De tal Paco tal Astilla junto al actor Francisco Rabal, compaginándolo con el programa infantil para Telecinco El desván del trasgo. Desde entonces ha protagonizado series como Calle nueva y Ana y los 7 de TVE, Planta 25 de Castilla-La Mancha Televisión y participar en otras como Esencia de poder, Hospital Central y La que se avecina, ¿Hay alguien ahí? de Cuatro y Arrayán de Canal Sur. Ha participado en la primera temporada de Vive Cantando en Antena 3 y fue la ganadora de la primera edición de Mira Quién Baila de TVE.
También ha trabajado en las películas No digas nada,  11-M: Para que nadie lo olvide, El Asesino del Círculo y varios cortometrajes destacando Primer Amor de José Luis Cuerda. En los escenarios ha protagonizado Los ochenta son nuestros de Ana Diosdado, los musicales Los náufragos y la Isla Perdida, Hansel y Gretel: La aventura continúa, Los Payasos de la Tele de Rody Aragón y Mi Me Conmigo de Jesús San Sebastián. Durante el 2017 sacó sus dos primeros singles como el tema Quiero Volar con sus respectivos videoclips lo que supuso su salto a la industria musical. 

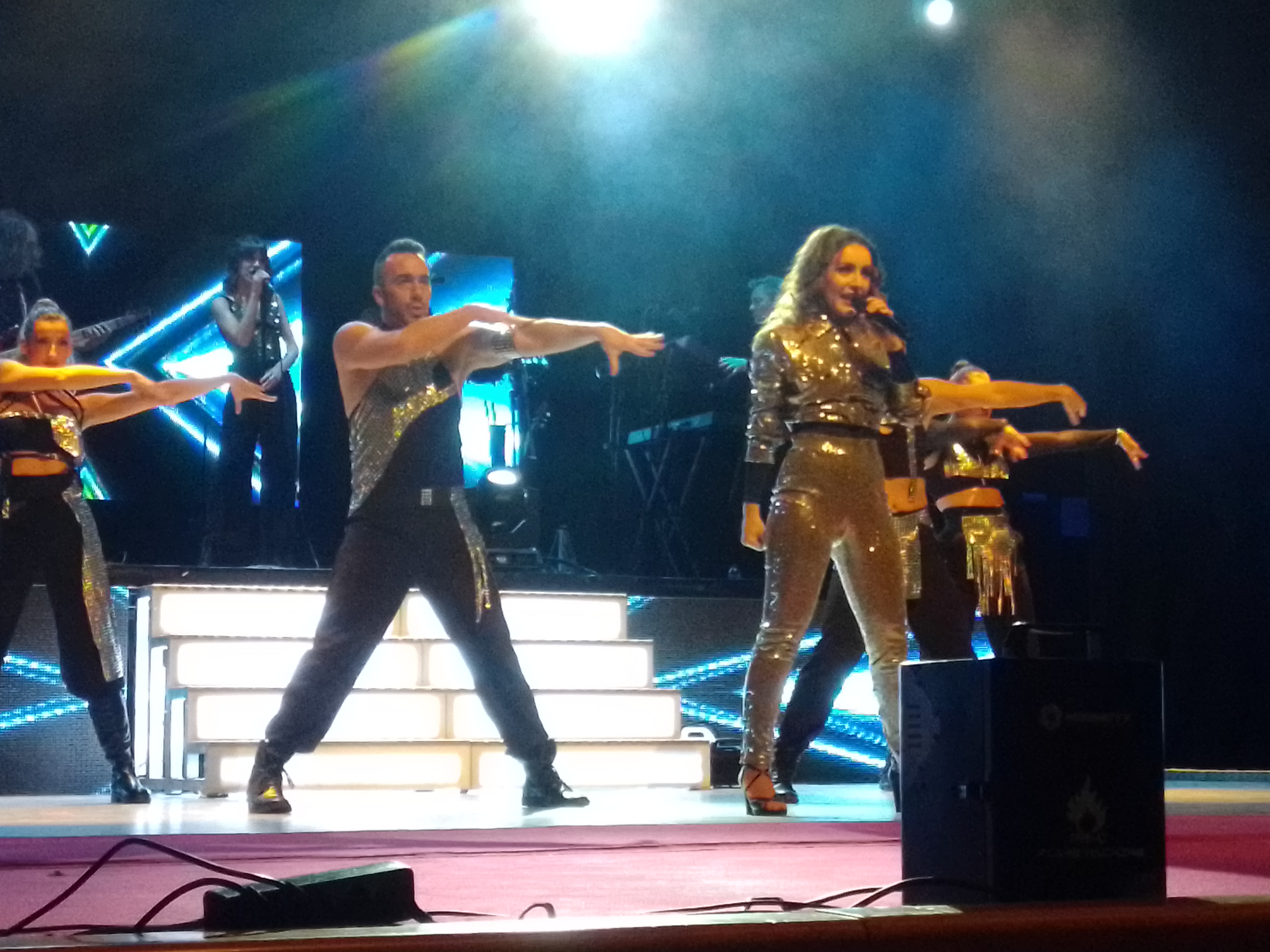
Claudia Molina como Madonna en 2019

En 2019 y 2020 participó en las películas Lucero y "Ni te me acerques" de Norberto Ramos del Val y @buelos, nunca es tarde para emprender de Santiago Requejo. A finales de ese año estrenó como protagonista el tributo musical Remember Tribute to Madonna en el que se hace un repaso por toda la carrera musical de Madonna. También continuó la gira del musical Abba Live TV.
En 2020 interpretó a Malena en la serie Servir y proteger de La 1 de TVE y recientemente en este 2021 ha participado en varios episodios de la serie ¿Y si sí? de TVE de José Mota presentado por Santiago Segura

## Cine
- "Ni te me acerques". Dir. Norberto Ramos del Val. 2020
- @buelos, nunca es tarde para emprender - Dir: Santiago Requejo - 2019
- Lucero - Dir: Norberto Ramos del Val - 2018
- No digas nada - Dir: Felipe Jiménez Luna - 2007
- Cosas que olvidé recordar - Dir: Enrique Oliver - 1999
- La Moños - Dir: Mireia Ros - 1997
- Una piraña en el bidé - Dir: Carlos Pastor / José Picazo - 1996

## Televisión
- "¿Y si sí?". TVE. 2021
- Servir y proteger- TVE- 2019-2020
- Centro Médico - TVE- 2018
- Marcados - TV Movie- 2016
- Vive cantando - Antena 3 - 2013
- Arrayán - Canal Sur - 2012
- 11-M, para que nadie lo olvide (Tres días de Marzo) - Telecinco - 2011
- Hay alguien ahí - Cuatro - 2010
- La huella del crimen 3: El asesino dentro del círculo - TVE - 2010
- Planta 25 - Autonómicas - 2007-2008
- La que se avecina - Telecinco - 2007
- Ana y los siete - TVE - 2002-2005
- Esencia de poder - Telecinco - 2001
- Hospital Central - Telecinco - 2000
- Calle nueva - TVE - 1997-1998
- De tal Paco tal Astilla - Telecinco - 1997

## Cortos
- Motor de Pensamientos - Dir: Senen Fernández - 2019
- Aridai - Dir: Igor Luna - 2017
- Detrás de mí - Dir: Igor Luna - 2016
- Superamigas - Dir: Irene Herranz - 2013
- El huésped - Dir: Gio Park - 2012
- Bogavante - Dir: Jesús del Río - 2011
- Con pelos en la lengua - 2010
- Fuera de lugar - Dir: Charo Fuentenebro - 2009
- Primer amor - Dir: José Luis Cuerda - 2008

## Teatro
- Remember Tribute to Madonna - 2019-2021
- Abba Live TV - Dir: Juan Carlos Guerra Dir. musical: Jorge Ahijado - 2018-2021
- El Perro del Hortelano - Dir: Álvaro Morte - 2017
- Mi Me Conmigo - Dir: Jesús Sanz Sebastián - 2015
- Los Payasos de la Tele: El Musical - Dir: Rody Aragón - 2014-2016
- Hansel y Gretel: El Musical Familiar - Dir: Juan Luis Peinado - 2013
- Los Náufragos y la Isla Perdida - Dir: Juan Luis Peinado - 2013
- Los 80 son Nuestros - Dir: Antonio del Real - 2010-2011
- Auto de la Cruz - Dir: Ricardo Pereira - 2010-2011-2012
- Auto del Sepulcro Vacío - Dir: Ricardo Pereira - 2009
- Auto de la Pasión - Dir: Ricardo Pereira - 2008